# Dalbyegaard
Dalbyegaard er en lille hovedgård, som er oprettet i år 1800 som en afbyggergaard til Skjørringe af Carl Adolph Stampe. Gården ligger i Falkerslev Sogn, Falsters Sønder Herred, Maribo Amt, Guldborgsund Kommune.
Dalbyegaard Gods er på 297,6 hektar

## Ejere af Dalbyegaard
- (1800-1831) Carl Adolph Stampe
- (1831-1846) Henrik Stampe
- (1846) Enke Fru Stampe
- (1846-1897) Carl Schultze
- (1897-1898) Carl Schultzes dødsbo
- (1898-1899) prpt. Jensen
- (1899-1935) C. L. Thorsen
- (1935-1955) I. I. N. Thorsen
- (1955-1961) K. E. Thorsen
- (1961-) Jens Christian Friis Thorsen

## Ekstern henvisninger
- Dalbygaard - fra Dansk Center for Herregårdsforskning Arkiveret 6. januar 2018 hos  Wayback Machine